# Ada Roe
Ada Roe (6 februari 1858 – 11 januari 1970) was een Britse supereeuwelinge en de oudste levende persoon ter wereld gedurende elf dagen.

## Levensloop
Roe werd geboren in 1858. Ze werkte in het zuivelbedrijf van haar familie in Lowestoft. In 1968 - Roe was toen 110 jaar oud - verscheen ze in een nieuwsfilmpje van Pathé, waarin te zien was dat Roe nog steeds in het bedrijf actief was. Roe was getrouwd, maar haar man overleed al rond 1910.
Met de dood van Haruno Shimada op 31 december 1969 werd ze de oudste mens ter wereld. Op het moment van haar overlijden was ze de op zeven na oudste persoon ooit, na Delina Filkins, Mary Kelly, Betsy Baker, Narcissa Rickman, James King, Nancy Merriman en Haruno Shimada. Ze overleed op bijna 112-jarige leeftijd. Ze werd als oudste mens opgevolgd door Kitty Harvey.